# Cardan (motorfiets)
Cardan is een Frans historisch merk van motorfietsen.
De bedrijfsnaam was: Moteurs Cardan, Boulogne.
Frans merk, opgericht door de uitvinder van de cardanaandrijving dat motorfietsen bouwde met De Dion-Bouton-blok. De productie begon in 1902 en werd in 1908 beëindigd.